# Pantoffelgrün
Pantoffelgrün ist ein Begriff aus dem Bereich Infrastruktur (Städtebau) und beschreibt eine Grünfläche im Wohngebiet bzw. den Rasen direkt am Haus. Das Vorhandensein von Pantoffelgrün erhöht die Wohnqualität und trägt zum Wohlbefinden bei.

## Entstehung
Der Begriff kommt daher, dass man mit Pantoffeln direkt aus dem Haus auf den Rasen gehen kann. Er entstand etwa Mitte der 1970er Jahre, als in Essen von kommunaler Seite aus geplant war, das Verhältnis zwischen bebauter und unbebauter Fläche auf ein Verhältnis 50 zu 50 zu bringen (zuvor 59 zu 41). Damit sollte statistisch jeder Einwohner über dreizehn Quadratmeter Grün verfügen, davon sechs Quadratmeter im Wohnumkreis von fünf Minuten.